# Спортивный центр Даляня
Спортивный центр Даляня (в китайском варианте — Новый спортивный центр Даляня, кит. упр. 大连新体育场) — многофункциональный стадион, располагающийся в городе Далянь. Открыт в 2013 году. Вмещает 61,000 человек. В настоящее время используется в основном для проведения футбольных матчей. Является домашним стадионом для клуба «Далянь Аэрбин».